# Jersey City, New Jersey
Grad Jersey (eng. Jersey City) grad je u saveznoj državi New Jersey. S 247.587 stanovnika iza Newarka drugi je grad po veličini u New Jerseyju.

## Zemljopis
Grad prema Uredu za popise SAD-a ima ukupnu površinu od 54,7 km², od kojih je 38,6 km² kopno, a 16,1 km² voda. Grad Jersey je najmanji površinom od 100 najvećih gradova u SAD-u. 
Leži između rijeke Hudson i Gornjeg newyorškog zaljeva nasuprot donjeg Manhattana, rijeke Hackensack i zaljeva Newark.